# Ferrière-la-Petite

Ferrière-la-Petite este o comună în departamentul Nord, Franța. În 1 ianuarie 2022 avea o populație de 1.043 de locuitori.